# David Martínez De Aguirre Guinea
David Martínez De Aguirre Guinea OP (ur. 10 stycznia 1970 w Vitória-Gasteiz) – hiszpański duchowny rzymskokatolicki posługujący w Peru, od 2015 wikariusz apostolski Puerto Maldonado.

## Życiorys
Święcenia kapłańskie przyjął 11 grudnia 1999 w zakonie dominikanów. Przez rok pracował w Bilbao, a następnie wyjechał do Peru i otrzymał nominację na przełożonego misji w Kirigueti. W latach 2004–2014 był także radnym peruwiańskiego wikariatu regionalnego.
8 lipca 2014 otrzymał nominację na koadiutora wikariusza apostolskiego Puerto Maldonado oraz na biskupa tytularnego Izirzady. Sakry biskupiej udzielił mu 11 października 2014 ówczesny zwierzchnik tego wikariatu, bp Francisco González Hernández. 23 czerwca 2015 objął rządy jako wikariusz apostolski.